# Serie A2 1999-2000 (rugby a 15)
La serie A2 1999-2000 fu il 66º campionato di seconda divisione di rugby a 15 in Italia.
Si tenne dal 31 ottobre 1999 al 3 giugno 2000 tra 12 squadre ripartite in 2 gironi paritetici da 6 squadre ciascuna nella prima fase, che servì a determinare la composizione dei gironi della seconda fase con cui furono stabilite promozioni e retrocessioni.
Rispetto alla stagione precedente, la novità fu l'iscrizione al campionato del GRAN Parma, squadra che rilevò il titolo sportivo dell'Amatori Parma, già presente in categoria, dopo la fusione con il Noceto militante in serie B.
A essere promosso in serie A1 fu proprio il nuovo consorzio parmigiano, che acquisì anche il diritto a disputare il play-off scudetto del campionato di A1 di quella stessa stagione.
Fu, tale edizione di torneo, l'ultima in cui squadre di seconda divisione parteciparono ai play-off scudetto della contemporanea stagione di serie A1: nelle 14 edizioni in cui tale consuetudine fu in vigore, nessuna delle promosse dalla A2 riuscì mai a passare il primo turno o i barrage contro le squadre della categoria superiore.
Ad accompagnare il GRAN Parma fu il Livorno, al 2020 alla sua più recente promozione in A1.
In serie B retrocedettero Benevento, Colleferro e Paese.

## Squadre partecipanti

### Girone A
| Club       | Sponsor    | Città      | Impianto interno          |
| ---------- | ---------- | ---------- | ------------------------- |
| Benevento  | Agrifar    | Benevento  | Stadio Pacevecchia        |
| Colleferro |            | Colleferro | Stadio Natali             |
| CUS Padova | Portobello | Padova     | Impianti sportivi Piovego |
| Livorno    |            | Livorno    | Stadio Montano            |
| Paese      |            | Paese      | Stadio Visentin           |
| Rovato     | Pagani     | Rovato     | Stadio Pagani             |

### Girone B
| Club        | Sponsor       | Città   | Impianto interno        |
| ----------- | ------------- | ------- | ----------------------- |
| Belluno     | Antico Cadore | Belluno | Safforze                |
| Brescia     | Fast Net      | Brescia | Stadio Invernici        |
| CUS Firenze | ALHA          | Firenze | Stadio Lodigiani        |
| Fiamme Oro  |               | Roma    | C.S. P.S. Ponte Galeria |
| GRAN Parma  |               | Parma   | Stadio f.lli Cervi      |
| Modena      | Donelli       | Modena  | Stadio Collegarola      |

## Formula
Come nelle due precedenti stagioni, nella prima fase le 12 squadre furono ripartite su due gironi all'italiana da 6 squadre ciascuno, in ognuno delle quali esse si incontrarono con gare di andata e ritorno.
Al termine della prima fase, le prime tre classificate di ciascun girone andarono a formare la poule scudetto di sei squadre; parimenti le ultime tre classificate di ciascun girone furono riunite nella poule salvezza.
Le prime due classificate della poule promozione furono ammesse in serie A1 per la stagione successiva e la prima di esse partecipò anche ai play-off scudetto della stagione di A1 in corso; le ultime tre della poule salvezza retrocedettero in serie B.

## Prima fase

### Girone A
|       | 1ª/6ª giornata         |       |
| ----- | ---------------------- | ----- |
| 19-32 | Livorno - Rovato       | 25-26 |
| 13-10 | Colleferro - Paese     | 12-37 |
| 12-41 | Benevento - CUS Padova | 29-44 |
|       |                        |       |
|       | 4ª/9ª giornata         |       |
| 15-24 | CUS Padova - Paese     | 30-21 |
| 17-13 | Livorno - Colleferro   | 20-25 |
| 27-26 | Benevento - Rovato     | 20-68 |

|       | 2ª/7ª giornata         |       |
| ----- | ---------------------- | ----- |
| 21-18 | CUS Padova - Livorno   | 25-26 |
| 26-8  | Rovato - Colleferro    | 29-25 |
| 32-13 | Paese - Benevento      | 25-13 |
|       |                        |       |
|       | 5ª/10ª giornata        |       |
| 19-6  | Rovato - CUS Padova    | 31-32 |
| 19-20 | Paese - Livorno        | 3-31  |
| 20-13 | Colleferro - Benevento | 25-19 |

|       | 3ª/8ª giornata          |       |
| ----- | ----------------------- | ----- |
| 18-12 | Livorno - Benevento     | 15-15 |
| 39-16 | Rovato - Paese          | 22-12 |
| 27-10 | Colleferro - CUS Padova | 19-24 |

#### Classifica
|  |    | Squadra    | G  | V | N | P | PF  | PS  | P±   | B | Pen | Pt |
|  | -- | ---------- | -- | - | - | - | --- | --- | ---- | - | --- | -- |
|  | 1. | Rovato     | 10 | 8 | 0 | 2 | 318 | 190 | 128  | 0 | 0   | 16 |
|  | 2. | CUS Padova | 10 | 6 | 0 | 4 | 248 | 226 | 22   | 0 | 0   | 12 |
|  | 3. | Livorno    | 10 | 5 | 1 | 4 | 209 | 191 | 18   | 0 | 0   | 11 |
|  | 4. | Paese      | 10 | 4 | 0 | 6 | 199 | 208 | −9   | 0 | 0   | 8  |
|  | 5. | Colleferro | 10 | 5 | 0 | 5 | 187 | 205 | −18  | 0 | 2   | 8  |
|  | 6. | Benevento  | 10 | 1 | 1 | 8 | 173 | 314 | −141 | 0 | 0   | 3  |

### Girone B
|       | 1ª/6ª giornata           |       |
| ----- | ------------------------ | ----- |
| 53-26 | Fiamme Oro - CUS Firenze | 0-41  |
| 84-13 | GRAN Parma - Modena      | 27-19 |
| 10-17 | Belluno - Brescia        | 12-29 |
|       |                          |       |
|       | 4ª/9ª giornata           |       |
| 17-12 | Brescia - CUS Firenze    | 14-17 |
| 19-27 | GRAN Parma - Fiamme Oro  | 24-36 |
| 28-36 | Belluno - Modena         | 18-34 |

|       | 2ª/7ª giornata           |       |
| ----- | ------------------------ | ----- |
| 47-7  | Brescia - GRAN Parma     | 13-29 |
| 8-17  | Modena - Fiamme Oro      | 14-30 |
| 33-28 | CUS Firenze - Belluno    | 33-15 |
|       |                          |       |
|       | 5ª/10ª giornata          |       |
| 49-23 | Fiamme Oro - Belluno     | 36-22 |
| 35-34 | Modena - Brescia         | 15-29 |
| 15-17 | CUS Firenze - GRAN Parma | 13-21 |

|       | 3ª/8ª giornata       |        |
| ----- | -------------------- | ------ |
| 24-21 | Fiamme Oro - Brescia | 18-26  |
| 25-12 | CUS Firenze - Modena | 16-13  |
| 17-19 | Belluno - GRAN Parma | 21-110 |

#### Classifica
|  |    | Squadra     | G  | V | N | P  | PF  | PS  | P±   | B | Pt |
|  | -- | ----------- | -- | - | - | -- | --- | --- | ---- | - | -- |
|  | 1. | Fiamme Oro  | 10 | 8 | 0 | 2  | 290 | 224 | 66   | 0 | 16 |
|  | 2. | GRAN Parma  | 10 | 7 | 0 | 3  | 357 | 221 | 136  | 0 | 14 |
|  | 3. | Brescia     | 10 | 6 | 0 | 4  | 247 | 179 | 68   | 0 | 12 |
|  | 4. | CUS Firenze | 10 | 6 | 0 | 4  | 231 | 190 | 41   | 0 | 12 |
|  | 5. | Modena      | 10 | 3 | 0 | 7  | 199 | 308 | −109 | 0 | 6  |
|  | 6. | Belluno     | 10 | 0 | 0 | 10 | 194 | 396 | −202 | 0 | 0  |

## Seconda fase

### Poule salvezza
|       | 1ª/6ª giornata           |       |
| ----- | ------------------------ | ----- |
| 21-25 | Paese - Modena           | 22-28 |
| 13-20 | Benevento - Belluno      | 22-27 |
| 34-20 | CUS Firenze - Colleferro | 13-30 |
|       |                          |       |
|       | 4ª/9ª giornata           |       |
| 25-31 | Paese - Belluno          | 24-35 |
| 25-20 | Colleferro - Modena      | 25-40 |
| 25-14 | CUS Firenze - Benevento  | 33-25 |

|       | 2ª/7ª giornata        |       |
| ----- | --------------------- | ----- |
| 45-17 | Colleferro - Paese    | 17-17 |
| 16-17 | Modena - Benevento    | 25-7  |
| 13-16 | Belluno - CUS Firenze | 11-25 |
|       |                       |       |
|       | 5ª/10ª giornata       |       |
| 29-13 | Benevento - Paese     | 10-27 |
| 36-38 | Modena - CUS Firenze  | 30-26 |
| 21-18 | Belluno - Colleferro  | 27-21 |

|       | 3ª/8ª giornata         |       |
| ----- | ---------------------- | ----- |
| 26-22 | Paese - CUS Firenze    | 18-20 |
| 32-25 | Benevento - Colleferro | 14-50 |
| 43-25 | Modena - Belluno       | 22-15 |

#### Classifica
|  |    | Squadra     | G  | V | N | P | PF  | PS  | P±  | B | Pt |
|  | -- | ----------- | -- | - | - | - | --- | --- | --- | - | -- |
|  | 1. | Modena      | 10 | 7 | 0 | 3 | 285 | 221 | 64  | 0 | 14 |
|  | 2. | CUS Firenze | 10 | 7 | 0 | 3 | 252 | 223 | 29  | 0 | 14 |
|  | 3. | Belluno     | 10 | 6 | 0 | 4 | 225 | 229 | −4  | 0 | 12 |
|  | 4. | Colleferro  | 10 | 4 | 1 | 5 | 276 | 235 | 41  | 0 | 9  |
|  | 5. | Benevento   | 10 | 3 | 0 | 7 | 183 | 261 | −78 | 0 | 6  |
|  | 6. | Paese       | 10 | 2 | 1 | 7 | 210 | 262 | −52 | 0 | 5  |

### Poule promozione
|       | 1ª/6ª giornata          |       |
| ----- | ----------------------- | ----- |
| 24-8  | Livorno - Fiamme Oro    | 16-22 |
| 28-24 | GRAN Parma - Rovato     | 22-23 |
| 25-30 | Brescia - CUS Padova    | 18-23 |
|       |                         |       |
|       | 4ª/9ª giornata          |       |
| 25-22 | Rovato - CUS Padova     | 13-40 |
| 51-35 | Livorno - Brescia       | 14-32 |
| 45-12 | GRAN Parma - Fiamme Oro | 38-24 |

|       | 2ª/7ª giornata          |       |
| ----- | ----------------------- | ----- |
| 48-22 | Rovato - Livorno        | 30-36 |
| 28-39 | CUS Padova - GRAN Parma | 25-40 |
| 36-26 | Fiamme Oro - Brescia    | 19-29 |
|       |                         |       |
|       | 5ª/10ª giornata         |       |
| 35-34 | CUS Padova - Livorno    | 20-25 |
| 27-15 | Fiamme Oro - Rovato     | 27-38 |
| 17-40 | Brescia - GRAN Parma    | 21-24 |

|       | 3ª/8ª giornata          |       |
| ----- | ----------------------- | ----- |
| 35-31 | Livorno - GRAN Parma    | 26-45 |
| 27-26 | Fiamme Oro - CUS Padova | 25-47 |
| 37-24 | Brescia - Rovato        | 34-5  |

#### Classifica
|  |    | Squadra    | G  | V | N | P | PF  | PS  | P±  | B | Pt |
|  | -- | ---------- | -- | - | - | - | --- | --- | --- | - | -- |
|  | 1. | GRAN Parma | 10 | 8 | 0 | 2 | 352 | 235 | 117 | 0 | 16 |
|  | 2. | Livorno    | 10 | 5 | 0 | 5 | 283 | 306 | −23 | 0 | 10 |
|  | 3. | CUS Padova | 10 | 5 | 0 | 5 | 296 | 271 | 25  | 0 | 10 |
|  | 4. | Brescia    | 10 | 4 | 0 | 6 | 274 | 266 | 8   | 0 | 8  |
|  | 5. | Fiamme Oro | 10 | 4 | 0 | 6 | 227 | 304 | −77 | 0 | 8  |
|  | 6. | Rovato     | 10 | 4 | 0 | 6 | 245 | 296 | −51 | 0 | 8  |

## Verdetti
- GRAN Parma e Livorno: promosse in serie A1 2000-01
- GRAN Parma: ammessa ai play-off scudetto serie A1 1999-2000
- Benevento, Colleferro e Paese: retrocesse in serie B 2000-01